# خليل معاوية
خليل معاوية لاعب قوى تونسي مختص في رياضة رفع الأثقال وزن 56 كلغ.

## إنجازاته
تمكّن خليل معاوية من الفوز بميداليتين ذهبيّتين في ألعاب البحر الأبيض المتوسط 2013 التي استضافتها مدينة مرسين التركيّة. وحاز خليل اختصاص رفع الأثقال على ميداليّة ذهبيّة أولى في اختصاص الخطف 115 كلغ فيما توّج بالميداليّة الذهبيّة الثانية في اختصاص النتر 142 كلغ.

## روابط خارجية
- خليل معاوية على موقع IAT Database Weightlifting (الألمانية)
- خليل معاوية على موقع أوليمبيديا (الإنجليزية)